# Лорі (сир)
Лорі (арм . Լոռի) — розсільний сорт сиру, для виготовлення якого використовується пастеризоване коров'яче молоко, іноді з домішкою буйволиного молока. Виробляється у Вірменії. Сир був названий на честь місцевості, на території якої був приготований вперше.

## Опис
Для сиру Лорі характерний солоний смак з гострими і кислими нотками. Брусок сиру важить від 4 до 6 кілограм, його довжина не перевищує 30 сантиметрів, ширина — 15 сантиметрів, а висота — 12 сантиметрів. У готового продукту відсутня скоринка, але є отвори різної форми і розміру. Текстура ламка і щільна. Жирність продукту не повинна бути більше 50 %, вміст солі — більше 4 %. Нормальна вологість сиру — 44 %.

## Виготовлення
Коли в процесі виробництва молоко нагрівається до 33 °C, необхідно додати сичужний фермент. Загусла сирна маса дробиться на зернинки, розмірами близько 10 міліметрів. Третину сироватки відокремлюють, відбувається нагрівання маси до температури 37 °C. Відбувається її пресування і просушування. Сир розрізають на частини у формі прямокутників, потім поміщають в спеціальні форми на 5—6 годин, і кілька разів перевертають. За цей час з сиру йде зайва рідина, і маса далі солиться в розчині протягом 14 днів за температури 12—14 °C. Процес дозрівання Лорі відбувається в упаковці з полімерної плівки протягом 45 днів, потім в цій же упаковці він надходить для продажу в магазини і торгові мережі.

## Галерея

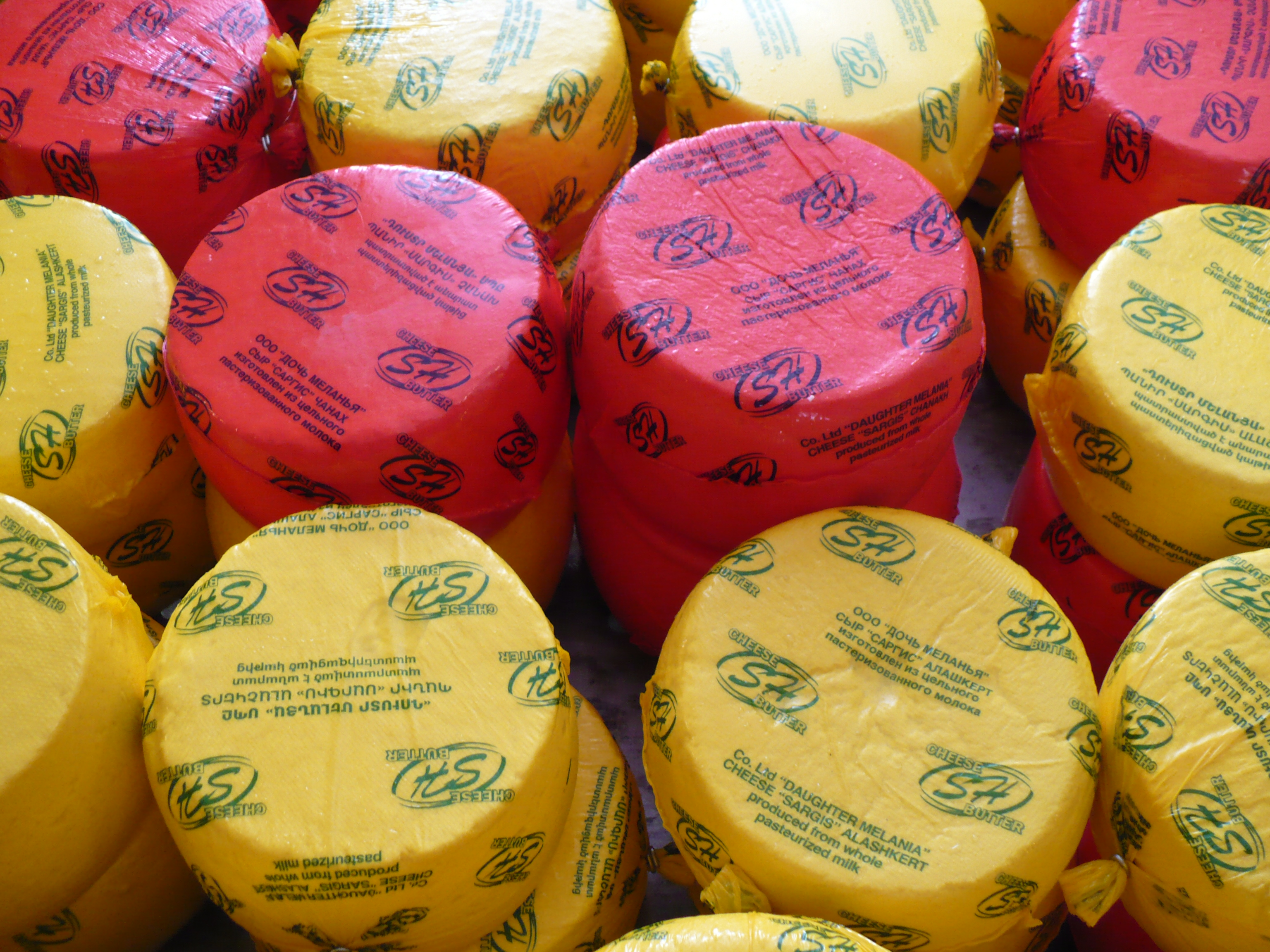
Запакований сир
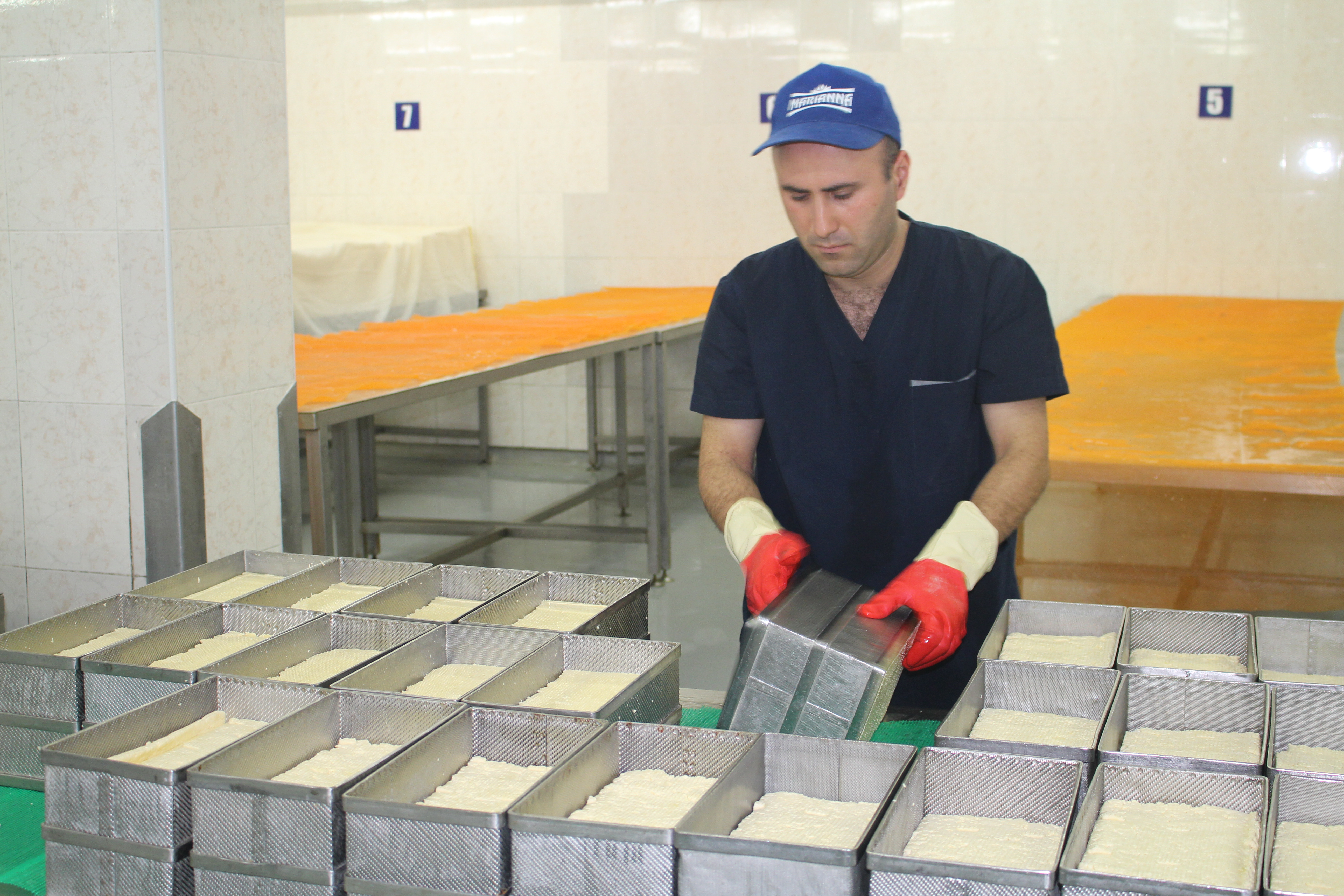
Виготовлення сиру
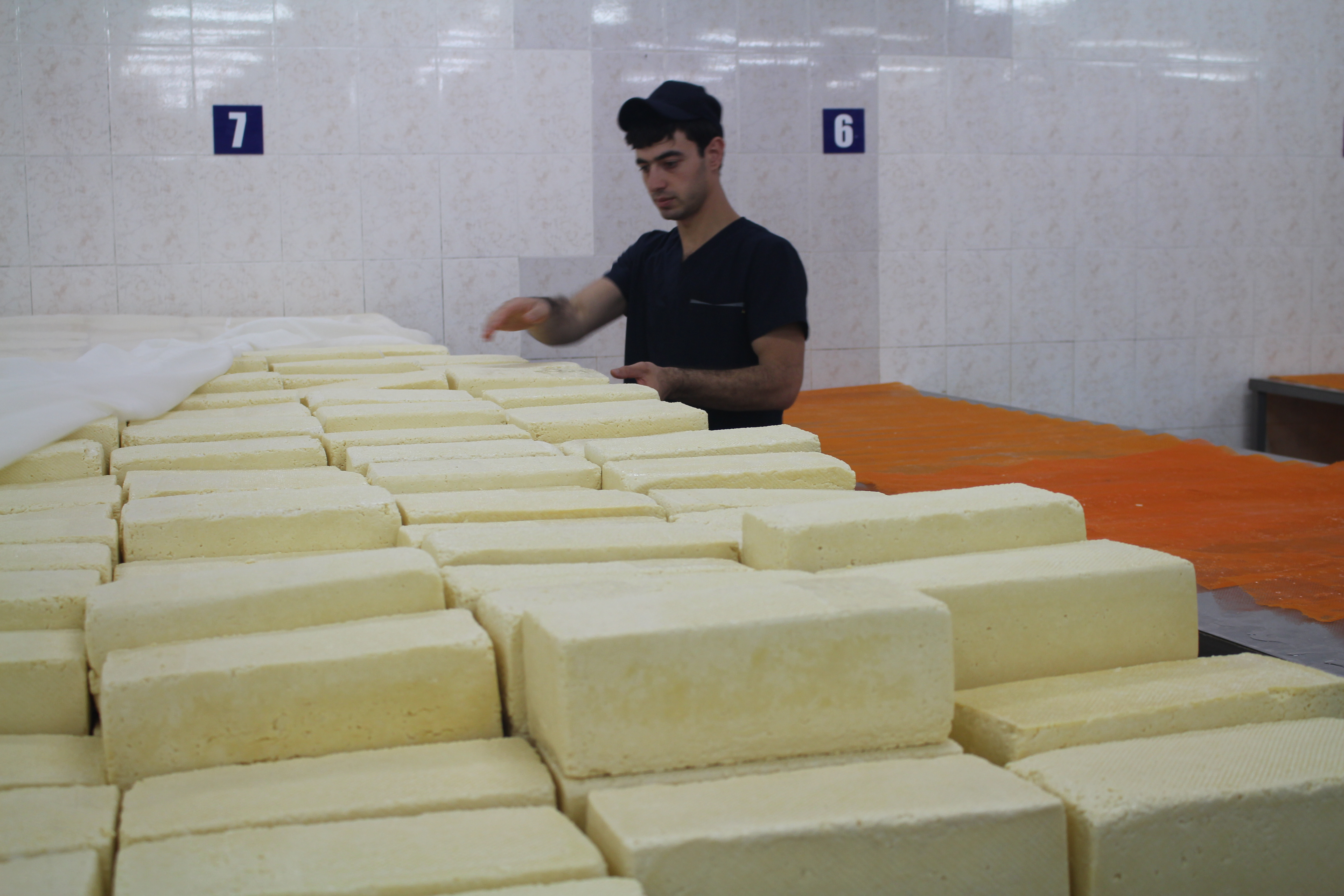
Виготовлення сиру